# Kenji Tochio
Kenji Tochio (橡尾 健次 Tochio Kenji?,  nacido el 26 de mayo de 1941) es un exfutbolista japonés que se desempeñaba como defensa.
En 1961, Tochio jugó 2 veces para la selección de fútbol de Japón.

## Trayectoria

### Clubes
| Club              | País  | Año         |
| ----------------- | ----- | ----------- |
| Furukawa Electric | Japón | ???? - 1970 |

### Selección nacional
| Selección | País  | Año  |
| --------- | ----- | ---- |
| Absoluta  | Japón | 1961 |

## Estadística de equipo nacional
| Selección de Japón | Selección de Japón | Selección de Japón |
| Año                | Part.              | Goles              |
| ------------------ | ------------------ | ------------------ |
| 1961               | 2                  | 0                  |
| Total              | 2                  | 0                  |

## Palmarés

### Títulos nacionales
| Título             | Club              | País  | Año  |
| ------------------ | ----------------- | ----- | ---- |
| Copa del Emperador | Furukawa Electric | Japón | 1961 |